# Kick II
Kick II (stilizzato in KICK ii) è il quinto album in studio della musicista venezuelana Arca, pubblicato il 30 novembre 2021 dalla XL Recordings come seconda parte della serie dei cinque dischi "kick".
È stato nominato come Album Internazionale ai GAFFA Awards e come Miglior Album di Musica Latina ai Libera Awards.

## Antefatti e pubblicazione
Già nell'aprile 2020, durante la promozione dell'album Kick I, Arca aveva rivelato alla rivista statunitense Pitchfork che ci sarebbe stata una serie di album "kick", il secondo dei quali «va forte con i backbeats, la manipolazione vocale, la mania e la follia». Il 3 settembre 2021, dopo il rilascio del remix per il singolo Rain on Me di Lady Gaga e Ariana Grande, contenente campionamenti dei brani Time e Mequetrefe (da Kick I), Arca avrebbe dichiarato definitivamente conclusa l'era di Kick I, così da «spostarsi all'era Kick II e oltre».
Il brano apripista della nuova stagione, Incendio, viene pubblicato il 27 settembre 2021, pur venendo successivamente incluso in Kick III. Il primo singolo estratto da Kick II è invece Born Yesterday – realizzato in collaborazione con la cantante australiana Sia – e viene rilasciato il 4 ottobre; lo stesso giorno Arca annuncia l'uscita del nuovo album per il 3 dicembre successivo. Il secondo singolo promozionale, Prada/Rakata, viene infine pubblicato il 3 novembre.
Il 29 novembre 2021 è stato organizzato da XL Recordings un listening party d'anteprima dell'album a New York, Città del Messico, Londra, Barcellona e Tokyo.
Nonostante l'annuncio iniziale per il 3 dicembre, Kick II è stato pubblicato a sorpresa il 30 novembre 2021; è stato preceduto da Kick I (26 giugno 2020) e seguito da Kick III (1º dicembre 2021), Kick IV (2 dicembre 2021) e Kick V (3 dicembre 2021), per un totale di 59 tracce.
L'album è stato pubblicato in formato CD ed LP il 20 maggio 2022, insieme agli altri dischi kick.

## Copertina
La copertina è una creazione visiva in 3D realizzata da Frederik Heyman e ritrae due avatar di Arca, uno centrale con estensioni animatroniche e un altro, laterale e capovolto, mentre viene vivisezionato su una macchina. Lo scenario che circonda le due figure è futuristico, con pelli e organi adagiati a terra in una pozza, cadaveri appesi a testa in giù ed elementi robotici.
Alla destra di Arca siede una figura fantastica, da lei soprannominata Mima e realizzata dall'artista Andrea Chiampo:
(Arca sui Mima)

## Stile
Kick II è principalmente un album di musica elettronica, sperimentale, d'avanguardia, reggaeton, pop e cumbia. Doña, il brano che apre l'album, presenta «inquietanti mantra vocali in loop e campionamenti striduli», ed è «intenzionalmente licenzioso e disorientante, cosicché quando quel familiare ritmo dembow si inchioda nella traccia seguente, l'attrazione ipnotica è percepibile istantaneamente». Prada e Luna Llena sono caratterizzate da «atmosfere oniriche che fluttuano sotto i ritmi incalzanti» e sono state paragonate all'album omonimo di Arca del 2017. Le ultime tracce mostrano i loro «synth fumosi e sfocati, i colpi compressi di reggaeton, e il contralto di Ghersi che si riversa lentamente assomiglia a uno struggimento distillato nel suono, e in modo simile l'immagine titolare di una luna piena sembra romantica». Araña è una canzone di deconstructed club che «si dimena e si schianta come un robot giocattolo che va in tilt» e «invita gli ascoltatori a sintonizzarsi su qualcosa che ricorda la colonna sonora di un videogioco andato male». Muñecas è un «collage ossessivo che comprende i contributi di Mica Levi». Born Yesterday è una power ballad pop le cui «riflessioni inquietanti e ultraterrene sono sottomesse da un ritmo ipnotico in una pista da ballo sull'orlo della dissoluzione».

## Ricezione critica
| Recensione           | Giudizio |
| -------------------- | -------- |
| Metacritic           | 76/100   |
| AllMusic             |          |
| The A.V. Club        | B-       |
| Evening Standard     |          |
| Exclaim!             | 8/10     |
| The Guardian         |          |
| The Line of Best Fit | 8/10     |
| Loud and Quiet       | 8/10     |
| NME                  |          |
| Pitchfork            | 7.4/10   |
| The Skinny           |          |

Kick II ha raggiunto su Metacritic un punteggio di 76 punti su 100, in base a 14 recensioni professionali.
È stato nominato "album della settimana" dal The Times insieme a Kick III e Kick IV. Il quotidiano britannico ha elogiato «la sperimentazione coraggiosa e spesso inquietante» di Arca, che «si affianca a colpi di club music, ambience e hyperpop turbolento», e ha lodato l'album per la sua struttura più formale rispetto ai due successivi. Secondo Stereogum, Kick II «è forse il migliore in quanto a esperienza singola dell'album — è ricco di varietà tra l'elettronica spaziale e i banger (Lethargy, Prada/Rakata), e presenta un vero arco nella sequenza delle tracce». La rivista The Skinny ha al contrario affermato che il disco è «uno dei meno interessanti dell'intera serie», sostenendo che se l'abum fosse stato «più d'avanguardia, o meno effimero, avrebbe funzionato meglio, perché non raggiunge l'intensità che dovrebbe».
Safiya Hopfe di Exclaim! ha lodato gli agganci fra gli album della serie, affermando che «pur essendo accessibile il più possibile, Arca si rifiuta di dipingere da una palette prevedibile. Eccetto tutte le sue tangenti sperimentali e caotiche, è chiaro che in Kick II è acutamente consapevole dell'equilibrio necessario per realizzare un bilancio d'impianto». Il The New Yorker ha invece interpretato la serie di album come le ultime tre «puntate del progetto, ognuna delle quali porta avanti una metafora estesa dell'individuazione».
Vogue México ha elogiato la capacità di Arca di personificare «un ampio spettro di identità», come la strega (in Bruja) o il ragno (in Araña). L'album presenterebbe una serie di archetipi femminili "cattivi" che fanno parte della musicista stessa e dell'inconscio collettivo: «donne di ogni genere stanno su un piedistallo come statue classiche, icone di un futuro incentrato sulla forza femminile». La rivista individua inoltre una celebrazione dell'identità latino-americana: «Con Kick, questi diversi aspetti si convertono in odi di celebrazione alle eredità musicali latine, stavolta intenzionalmente più digeribili, canalizzando la salsa o il merengue o la gaita stessa del Venezuela, e comprimendoli attraverso lo strano e meraviglioso filtro del suo attuale paesaggio sonoro». Viene infine lodata la cifra stilistica di Arca: «L'album oscilla tra ritmi che fanno tremare i fianchi, il reggaeton fino al piano, l'assordante industrial techno e l'avant-pop trascendentale. [...] Può flirtare con il pop, tuttavia Kick sembra il progetto più rischioso (e definitivo) della carriera di Ghersi fino ad oggi. Ed è paradossale che sia anche il suo progetto più rilassato».

## Tracce
Testi e musiche di Alejandra Ghersi, eccetto dove indicato.
1. Doña – 1:46
2. Prada – 2:43 (musica: Alejandra Ghersi, Cardopusher)
3. Rakata – 2:31 (musica: Alejandra Ghersi, Cardopusher)
4. Tiro – 2:18 (musica: Alejandra Ghersi, Boys Noize, Cardopusher)
5. Luna Llena (elementi incorporati da Tonada de luna llena di Simón Díaz) – 3:19
6. Lethargy – 2:07
7. Araña – 4:17
8. Femme – 1:42
9. Muñecas – 3:33 (musica: Alejandra Ghersi, Mica Levi)
10. Confianza – 1:47 (musica: Alejandra Ghersi, Cardopusher, Chris Clark)
11. Born Yesterday (feat. Sia) – 3:18 (testo: Sia – musica: Alejandra Ghersi, Jmike)
12. Andro – 4:35

## Formazione
Crediti tratti dall'edizione streaming dell'album.
Musicisti
- Arca – arrangiamenti, testi, voce
- Miguel Mestres – performer associato (traccia 5)
- Sia – performer associata, autrice del testo (traccia 11)
- Jmike – performer associata, autrice della musica (traccia 11)

Produzione
- Arca – produzione, missaggio
- Cardopusher – produzione, missaggio, autore della musica (tracce 2, 3, 4, 10)
- Alex Epton – missaggio (tracce 4, 6, 7, 8, 9, 10)
- Boys Noize – produzione, autore della musica (traccia 4)
- Cubeatz – produzione (traccia 5)
- Jenius Level – produzione (traccia 5)
- WondaGurl – produzione (traccia 5)
- Mica Levi – produzione, autore della musica (traccia 9)
- Chris Clark – produzione, autore della musica (traccia 10)
- Jmike – produzione (traccia 11)
- Sia – produzione (traccia 11)
- Adrien Libmann – ingegnere (tracce 2, 3)
- Thomas Bonnin – ingegnere (tracce 2, 3)
- Rob Kleiner – ingegnere (traccia 11)

Copertina
- Arca – concept, scenario, symbolic gestation, personaggio in copertina
- Frederik Heyman – concept, scenario, creazione visiva 3D
- Mimic Productions – creazione avatar, mocap
- Andrea Chiampo – sculture 3D
- Daniel Sallstrom – trucco
- Rubèn Mármol – parrucco
- Arne De Coster – assistente 3D
- Studio M – tipografia
- Bounce Rocks & Shaun MacDonald – produzione

## Date di pubblicazione
| Nazione | Data             | Formati                       | Etichetta     |
| ------- | ---------------- | ----------------------------- | ------------- |
| Varie   | 30 novembre 2021 | Streaming · Download digitale | XL Recordings |
| Varie   | 20 maggio 2022   | CD · LP                       | XL Recordings |